# The Marge-ian Chronicles
The Marge-ian Chronicles (titulado en Hispanoamérica como Las crónicas de Ian y Marge y en España como Las crónicas Margianas) es un episodio perteneciente a la vigesimoséptima temporada de la serie animada Los Simpson, fue emitido originalmente el 13 de marzo de 2016 en EE. UU.. El episodio fue escrito por Brian Kelley y dirigido por Chris Clements.

## Sinopsis
Homer estaba usando el soplador de hojas de los Flanders cuando se queda sin combustible y decide ir a quejarse con Ned Flanders, sólo para descubrir que Ned tiene un gallinero para obtener huevos frescos. También descubrió que los huevos de su vecino son mucho mejores que los que consumen los Simpsons, Homer forma equipo con Bart para robar los huevos de él. Pero Ned descubrió su plan y logró evitar ser robado, por lo que Homer decidió crear su propio gallinero para conseguir sus propios huevos.
Sin embargo, Homer y Bart se dieron cuenta de que los huevos robados saben mucho mejor que los de ellos, por lo que deciden deshacerse de sus pollos y seguir robando los huevos de Flanders. La familia dona sus pollos a Exploration Incorporated, una empresa que quiere hacer una colonia en Marte en el 2026. Después de visitar sus instalaciones, Lisa está interesada en el proyecto y decide inscribirse. La familia estaba muy en contra de la decisión de Lisa por lo que toda la familia se inscribe en el proyecto para obligarla a renunciar. Durante una de las pruebas, todo el mundo había fallado, a excepción de Marge y Lisa. Sin embargo, Paul y Barry, ideólogos del proyecto, anunciaron que un proyecto rival está a punto de ser terminado, así que en vez de 2026, el lanzamiento sería el jueves. La mayoría de los participantes renuncian inmediatamente, pero Marge y Lisa deciden quedarse en el proyecto, dejando tanto a Homer como Bart consternados.
Durante el lanzamiento, Marge y Lisa se reconcilian y deciden que ya no quieren ir a Marte, pero toman esa decisión demasiado tarde ya que la cuenta regresiva acababa de comenzar. Sin embargo, cuando la cuenta atrás llegó a cero, el cohete no se movió ni una centímetro. Paul y Barry revelan que su nave espacial era solamente el exterior de un cohete y que solamente lo hicieron para inspirar a la próxima generación, y para proporcionarle una distracción mientras se alejaban, que al final fracasó, ya que el auto no arrancaba.  
En la casa Simpson, Lisa le dice a Marge que casi fueron a Marte por pura terquedad, a lo que Marge responde que eso es producto de una gran relación de madre e hija. Un rápido avance de 35 años en el futuro (2051) muestra a Marge y Lisa viviendo en Marte. El episodio termina con Paul y Barry conduciendo lejos de la falsa base de lanzamiento, planificando su futuro negocio.